# Aubria masako
Espèce
Statut de conservation UICN

 LC  : Préoccupation mineure
Aubria masako est une espèce d'amphibiens de la famille des Pyxicephalidae.

## Répartition
cette espèce est endémique du centre-Ouest de l'Afrique. Elle se rencontre, :
- dans le Sud-Est du Cameroun ;
- dans l'Est du Gabon ;
- dans le sud-ouest de la République centrafricaine ;
- dans le nord de la République du Congo ;
- dans le nord-est de la République démocratique du Congo ;

Sa présence est incertaine en Angola et en Guinée équatoriale.

## Publication originale
- Ohler & Kazadi, 1990 "1989" : Description d'une nouvelle espèce du genre Aubria Boulenger, 1917 (Amphibiens, Anoures) et redescription du type d'Aubria subsigillata (A. Duméril, 1856). Alytes, Paris, vol. 8, p. 25-40.